# Зелені берети (Боснія і Герцеговина)
Зелені берети (босн. Zelene beretke) — елітний військовий підрозділ Республіки Боснії і Герцеговини, який брав участь у Боснійській війні. Набирався виключно з мусульманського населення Боснії і Герцеговини.

## Історія
Ідея про створення організації оборони мусульманських народів з'явилася в середині березня 1991 року, її автором був Алія Ізетбегович. Про це він повідомив на з'їзді політичних діячів Боснії і Герцеговини в Сараєво. Там же 10 червня 1991 в Будинку міліції було підписано розпорядження про створення військового підрозділу, який спочатку отримав назву «Босна». Через це Ізетбегович сформував Раду національної оборони мусульманського населення, в яку входило 7 осіб.
На одній із нарад керівник організації «Босна» Емін Швракич встиг повідомити, що в Сараєво до лав військового підрозділу вдалося залучити 465 осіб, які мали зняти облогу з міста. Це стало великою несподіванкою як для військових і політичних діячів Боснії і Герцеговини, так і для обложених. Подібна новина надихнула боснійців, тому вони стали масово створювати подібні загони для оборони міст, захисту цивільного населення від агресії та диверсії у тилу ворога. Пізніше підрозділ перейменували у «Зелені берети».
Діяльність Ради національної оборони мусульманського народу безпосередньо перед війною здійснювалась як в державних новостворених структурах, так і в неурядових організаціях (переважно в регіонах та муніципалітетах, де боснійці становили більшість населення). Вона просторово охоплювала всю територію Боснії і Герцеговини. У жовтні 1991 року «Зелені берети» вперше зіткнулися з основними частинами Югославської народної армії, відтягнувши частину сил на себе і де-факто надавши допомогу військам Словенії і Хорватії. Наприкінці 1992 року «Зелені берети» були розформовані, а їх військовослужбовці отримали військові звання у новоствореній армії Боснії і Герцеговини.

## Звинувачення у воєнних злочинах проти цивільного населення
«Зелені берети», попри своє призначення — оборону цивільного населення, звинувачуються сербською стороною у великому воєнному злочині: у ніч з 2 на 3 травня 1992 частини «Зелених беретів» впритул розстріляли колону військ ЮНА, яка в той час евакуювала сербське населення міста. Жертвами стрілянини стали від 6 до 42 осіб, 71 особа отримала поранення, ще 219 потрапили до полону. Боснійці відмовились видати сербам винуватців інциденту.